# Jefe de Estado Mayor del Ejército de Tierra (España)
El jefe de Estado Mayor del Ejército de Tierra (JEME) es un general de cuatro estrellas que, bajo la autoridad del ministro de Defensa, ejerce el mando de la rama terrestre de las Fuerzas Armadas. Como tal, es el principal asesor del jefe de Estado Mayor de la Defensa en el ámbito de su ejército, además de asesorar también al ministro de Defensa, al secretario de Estado de Defensa y al subsecretario de Defensa.
El JEME es nombrado por el rey a propuesta del ministro de Defensa tras deliberación del Consejo de Ministros. El nombramiento habitualmente recae en un teniente general del Cuerpo General del Ejército de Tierra y lleva aparejado el ascenso a general de ejército. Tiene rango de subsecretario.
El jefe del Estado Mayor de Tierra convoca las reuniones y coordina los esfuerzos del Estado Mayor del Ejército (EME), principal órgano de apoyo del JEME, responsable de proporcionarle los elementos de juicio necesarios para fundamentar sus decisiones, traducir estas en órdenes y velar por su cumplimiento, tramitando cuantos asuntos resuelva la citada autoridad en el ejercicio del mando del Ejército de Tierra. Entre los altos oficiales a su servicio, encontramos al segundo jefe del Estado Mayor del Ejército (SEJEME), el general jefe del Cuartel General Terrestre de Alta Disponibilidad, el jefe de la Fuerza Terrestre y el general jefe del Mando de Personal del Ejército de Tierra, entre otros.
Cuando el jefe de Estado Mayor del Ejército de Tierra no pueda ejercer temporalmente las competencias de su cargo, debe ser sustituido, con carácter accidental, por el oficial general en servicio activo más antiguo de los que le estén subordinados en su estructura orgánica. El 6 de octubre de 2021, Amador Fernando Enseñat y Berea fue nombrado jefe de Estado Mayor del Ejército de Tierra.

## Funciones
Las funciones del jefe de Estado Mayor del Ejército de Tierra, recogidas en el Título I del Real Decreto 872/2014, de 10 de octubre, sobre la organización básica de las Fuerzas Armadas, son las siguientes:
- Asesora al ministro de Defensa en la preparación, dirección y desarrollo en todas las cuestiones de la política del Ministerio que afecten al Ejército de Tierra.
- Asesora al jefe de Estado Mayor de la Defensa:
  - Sobre los aspectos del régimen del personal militar del Ejército de Tierra que afecten a la operatividad.
  - En el empleo de las unidades del Ejército de Tierra.
  - En la elaboración y formulación de los aspectos específicos de sus respectivas capacidades.
  - En la definición de las normas de acción combinada de fuerzas multinacionales en los aspectos específicos del Ejército de Tierra.
- Asesora al secretario de Estado de Defensa en la planificación y dirección de la política económica, de armamento y material, de infraestructura y de los sistemas de información y telecomunicaciones y de la seguridad de la información en el seno del Ejército de Tierra, colaborando con el secretario en su desarrollo e informándole de su aplicación.
- Asesora al subsecretario de Defensa en el planeamiento, dirección e inspección de la política de personal y enseñanza, colaborando con el subsecretario en su desarrollo e informándole de su aplicación.
- Es responsable de la instrucción, adiestramiento y apoyo logístico en el Ejército de Tierra.
- Garantiza la adecuada preparación de la Fuerza del Ejército de Tierra para su puesta a disposición de la estructura operativa de las Fuerzas Armadas.
- Define las especificaciones militares de los sistemas de armas y de apoyo requeridas por el Ejército de Tierra junto a la infraestructura militar correspondiente.
- Desarrolla la doctrina militar dentro del Ejército de Tierra.
- Desarrolla  la  organización del Ejército de Tierra, ajustándose a lo dispuesto por el ministro de  Defensa.
- Propone al ministro de Defensa medidas para la mejora de la estructura del Ejército de Tierra o a la homogeneización de su organización con la de los otros ejércitos.
- Propone al ministro de Defensa la unificación de los servicios cuyos cometidos no deban ser exclusivos del Ejército de Tierra.
- Vela por los intereses generales del personal militar bajo su mando, tutelando  el régimen de derechos y libertades derivado de la norma constitucional y las leyes.
- Define  las  capacidades y diseña los perfiles necesarios para el ejercicio profesional a los que debe atender la enseñanza, dirigiendo la formación militar general y específica.
- Dirige la gestión de personal del Ejército de Tierra.
- Vela por la moral, motivación, disciplina y bienestar del personal del Ejército de Tierra.
- Decide, propone o informa, conforme a lo previsto en la ley, en relación con los aspectos básicos que configuran la carrera militar.
- Evalúa  el  régimen  del  personal y las condiciones de vida en bases y acuartelamientos del Ejército de Tierra.
- El ejercicio de aquellas otras funciones que le asigne la legislación especial o que asuma en virtud de convenios u otras formas de colaboración con entidades públicas o privadas.

## Historia
La Jefatura del Estado Mayor tiene sus orígenes en el Decreto de 13 de diciembre de 1904, mediante el cual se reforma el Ministerio de Guerra y crea el Estado Mayor Central del Ejército (EMCE). El JEME tenía que ser un oficial con rango de teniente general y también se creó el Segundo Jefe del Estado Mayor Central, con rango de general de división. El JEME formaba parte, junto a otros generales y funcionarios militares del Consejo que asesoraba al ministro de Guerra. Desde el 30 de mayo de 1907 existió la Junta de Defensa Nacional de la cual el JEME era parte.
El EMCE se suprimió el 29 de diciembre de 1912 pasando sus funciones a la Sección de Estado Mayor y Campaña y la figura del JEME también fue suprimida, asumiendo las competencias el Subsecretario de Guerra.
La necesidad de recuperar el Estado Mayor no tardó en aparecer y en noviembre de 1915 el Consejo de Ministros aprobó el proyecto de ley del Estado Mayor Central del Ejército  que fue aprobado por las Cortes y el 26 de enero de 1916 se volvió a crear el EMCE con meras funciones técnicas, pues no tenía funciones ejecutivas y solo le eran concedidas tales en tiempos de guerra.
En esta nueva ley reservaba el cargo a capitanes generales o tenientes generales y en tiempos de guerra les daba el mando total del Ejército a menos que el Rey se pusiese al frente del mismo. El JEME se titulaba indistintamente Jefe del Estado Mayor Central o General Jefe del Estado Mayor Central.
En 1925 se volvió a suprimir el EMCE y las funciones del JEME fueron asumidas directamente por el ministro de Guerra y se creó la Dirección General de Preparación de Campaña que hacía las veces de Estado Mayor. Fue recuperado por el gobierno provisional de la segunda república en julio de 1931
Durante la Guerra Civil, al igual que con el resto de ramas militares, cada bando creó su Estado Mayor. Con el final de la guerra civil, el gobierno franquista mantuvo la estructura de Estado Mayor Central que existía con anterioridad, y no se modificó hasta la llegada de la democracia, que cambio la denominación de Jefe de Estado Mayor Central del Ejército a Jefe de Estado Mayor del Ejército en 1977.